# Jacques-Christophe Valmont de Bomare

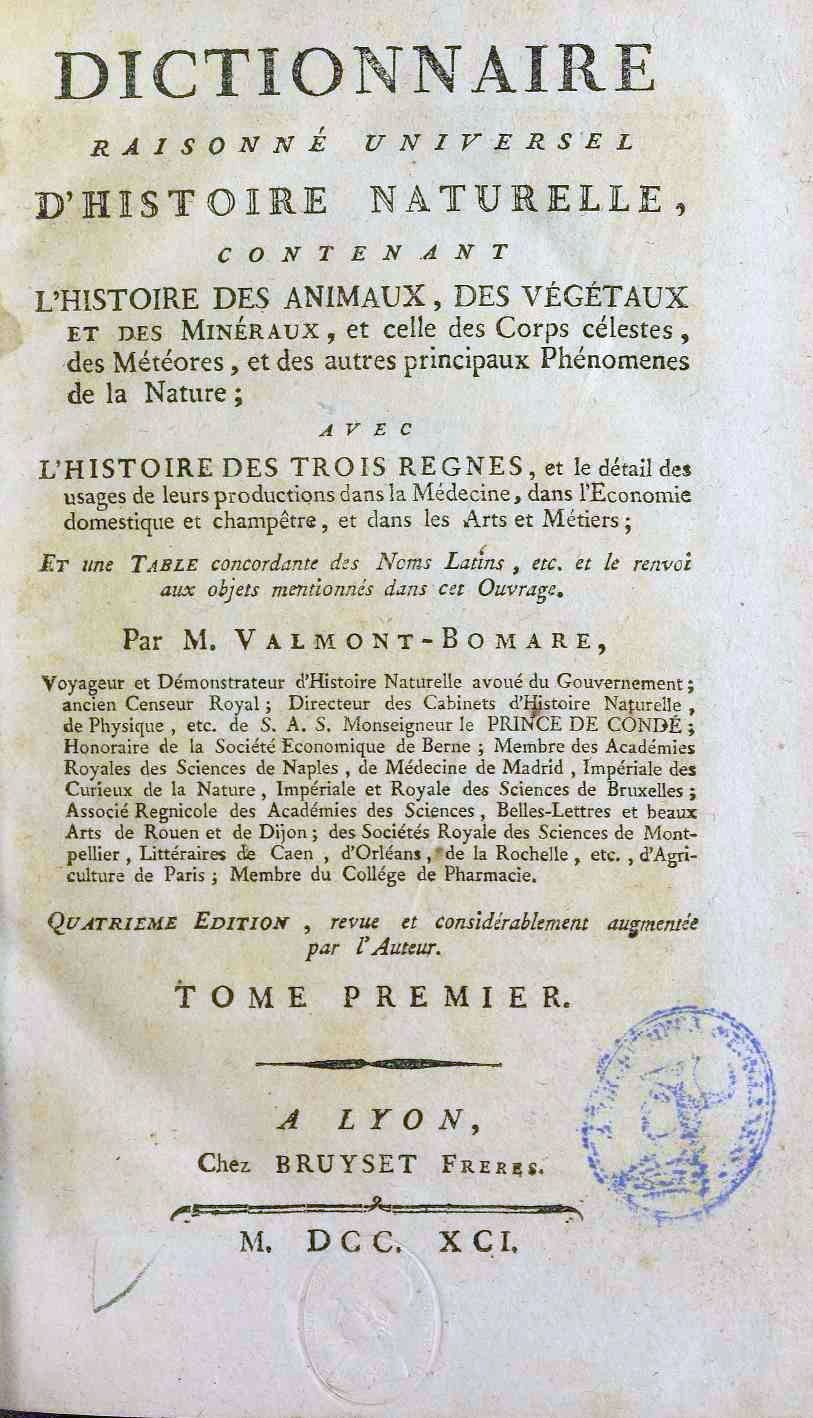
Titelblatt des naturhistorischen Nachschlagewerks von Valmont-Bomare

Jacques-Christophe Valmont de Bomare (* 17. September 1731 in Rouen; † 24. August 1807 in Paris) war ein französischer Naturforscher.

## Leben
Jacques-Christophe Valmont de Bomare war der Sohn eines Rechtsanwalts. Er hatte sein Studium von einem Jesuiten seiner Heimatstadt erhalten und machte rasche Fortschritte in der griechischen Sprache. Sein Vater weckte in ihm die Neigungen, das Studium der Naturwissenschaften zu absolvieren. Er begann mit dem Erlernen der Anatomie am Hotel-Dieu, beschäftigte sich mit Arzneimittellehre und Chemie. So lernte er ab 1750 von Georges-Louis Leclerc de Buffon, Louis Jean-Marie Daubenton, René-Antoine Ferchault de Réaumur, Jean-Antoine Nollet, Guillaume-François Rouelle (1703–1770), Paul Henri Thiry d’Holbach, Jean-Baptiste le Rond d’Alembert und Denis Diderot die Naturwissenschaften kennen.
Von diesen bedeutenden Köpfen angeleitet, erwachte in ihm der Wunsch, selbst die Naturwissenschaften zu unterrichten. Er besprach seine Absichten mit dem damaligen französischen Kriegsminister Marc-Pierre d’Argenson, worauf er einen Auftrag erhielt, die wichtigsten Städte Europas zu besuchen. Dort hatte er sich die Metallwerkstätten angeschaut, Bergwerke besucht und Materialien für einen zukünftigen Unterricht gesammelt. 1756 war er nach Paris zurückgekehrt, wo er über verschiedene Zweige der Naturgeschichte bis 1788 lehrte. 1767 wurde er Mitglied der Académie d’agriculture de France und 1769 wurde er Direktor des Kabinetts der Physik und Naturgeschichte von Louis V. Joseph de Bourbon-Condé in Chantilly.
Sein erstes Buch ist der Katalog des Museums of Natural History, Entwurf Universal Dictionary of Natural History (1764). Nach einer Reise durch Lappland und Island lieferte er eine exakte Beschreibung der Vulkane von Island. Zudem hatte er seine Mineraliensammlung erweitern können. 1763 veröffentlichte er seinen „Traité de Minéralogie“, dem 1764 das „Dictionary of Natural History“ folgte, das fast in jede Sprache übersetzt in verschiedenen Ländern erschien und als sein Hauptwerk gilt. Viele Gelehrtengesellschaften hatten ihn als Mitglied aufgenommen. 1764 wurde er zum Mitglied der Leopoldina gewählt. Angebote in fremden Ländern Vorträge zu halten lehnte er ab. Ab 1796 war er Mitglied am Institut de France (Académie des sciences) und wurde zum Professor für Naturgeschichte an die École Centrale Paris berufen, womit er auch eine Aufgabe am Lycée Charlemagne übernahm. Von 1774 bis 1779 war er Mitglied der Académie impériale et royale de Bruxelles.

## Werke
- Catalogue d’un cabinet d’histoire naturelle, Paris, 1758
- Extrait nomenclateur du système complet de minéralogie, Paris, 1759
- Nouvelle exposition du règne animal, Paris, 1761–1762
- Dictionnaire raisonné d’histoire naturelle, Paris : Didot le Jeune, 1764 et 1765, 5 [ou 6] vol. in-8° ; Paris : Lacombe, 1767–1768; Yverdon, 1768–1770 ; Paris : Brunet, et Lyon : J.-M. Bruysset père et fils, 1775–1776, Lyon : chez Bruysset frères, 1791, Lyon : Bruysset aîné et Cie, 1800